# 505 aC

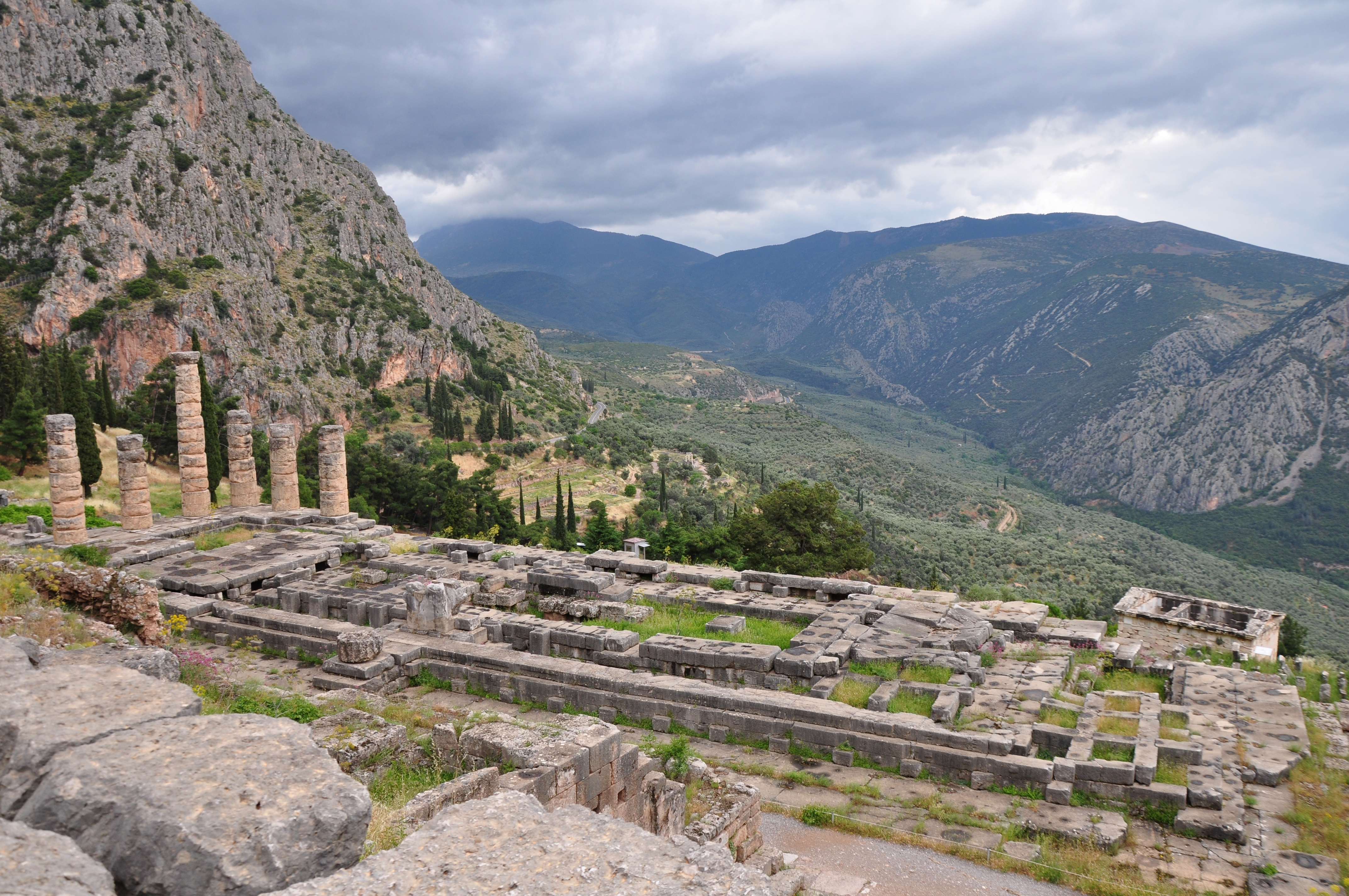
Ruïnes del Temple d'Apol·lo de Delfos

L'any 505 aC es un any del calendari gregorià. En l'Imperi Romà havia estat conegut com l'any del Consolat de Volusus i Tubertus, o any 249 Ab urbe condita. La denominació de 505 aC per aquest any ha estat utilitzada des de principis de l'edat mitjana, quan es va establir l'era del calendari de l'Anno Domini per denominar els anys.

## Esveniments

### Antiga roma
- Guerra romano-sabins que acaba l'any següent.[1]
- Marc Valeri Volús i Publi Postumi Tubert. Els dos cònsols van lluitar contra els sabins als que van derrotar decisivament a la vora de Tibur, obtenint els honors del triomf.[2] Els romans rebutgen la sol·licitud de Porsenna de que es reincorpori Tarquini el Superb, el qual accepta un tractat que restaurava als romans el territori de Veios que tres anys abans havia estat donat al rei deposat. Tarquini es refugia amb el seu fillastre Mamili a Túsculum.[3]

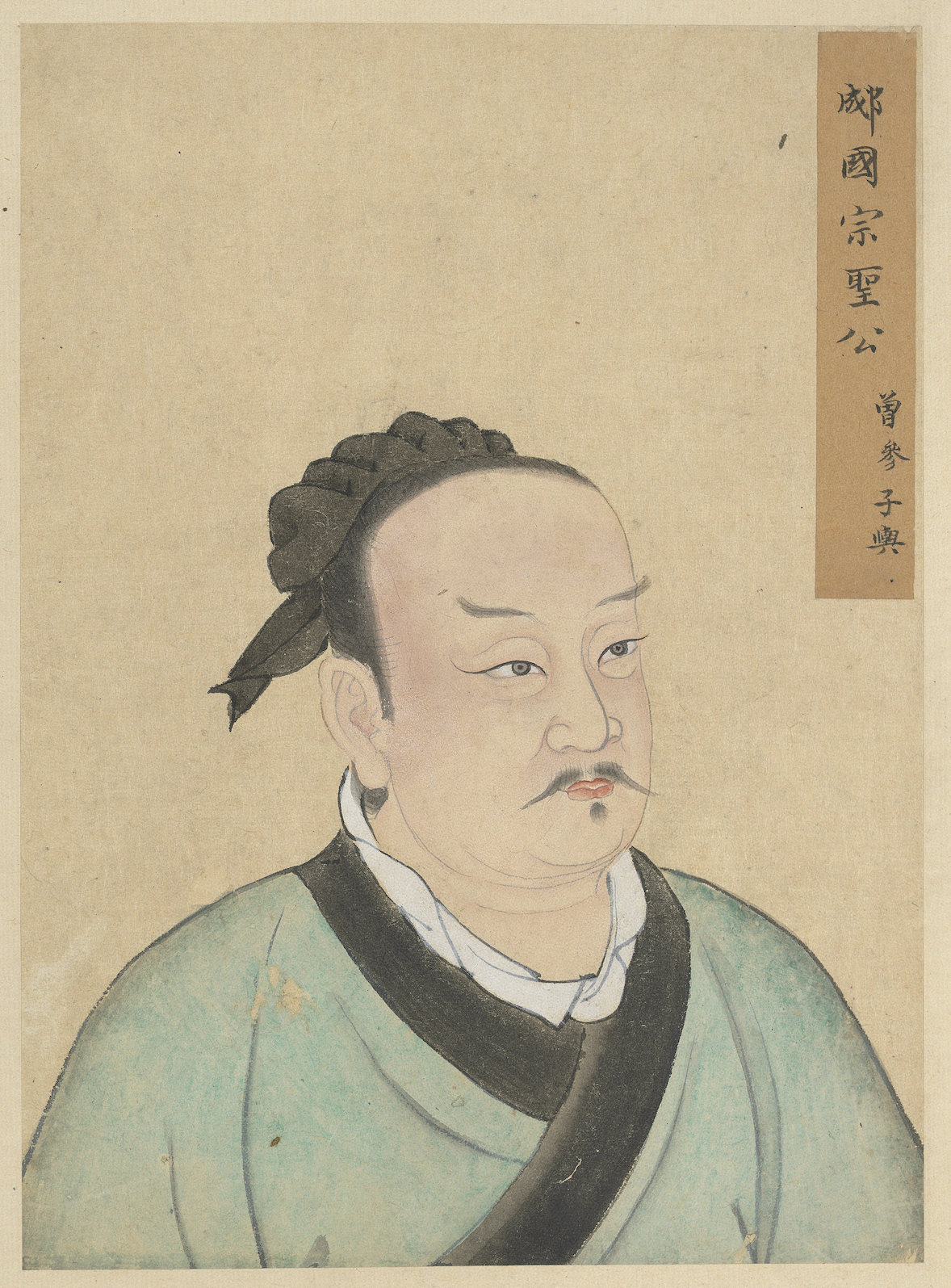
Retrat de Zengzi

### Antiga grècia
- S'inicien governs tirànics a les ciutats gregues de la Magna Grècia.[4] Per exemple, comença el govern de Cleandre, tirà de Gela.[5]
- Primer congrès de la Lliga del Peloponnès. El rei d'Esparta, Cleòmenes I es reconcilia amb el tirà d'Atenes, Hípies. Aquesta política comporta l'hostilitat dels aliats contra Esparta, sobretot de Corint, que refusen aquesta aliança.[6]
- Temple d'Apol·lo de Delfos: S'acaba la reconstrucció del temple després que fos destruït per un incendi l'any 548 aC.[7]
- El pintor de Cleofrades comença la seva producció artística.[8]

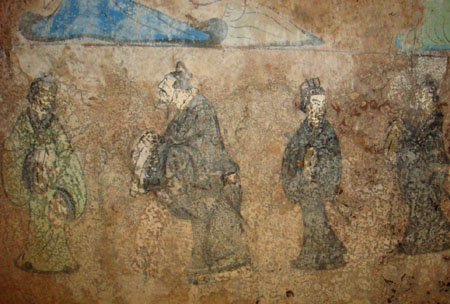
Fresc de Confuci i Laozi a una tomba del comtat de Dongping, província de Shandong, Xina

### Antiga Xina
- Confuci es retira per estudiar poesia i música després de refusar l'oferta de Yang Hu de que esdevingués funcionari.[9]
- Després de la mort de Ji Pingzi, el criat de Ji Sun, Yang Hu, empresoona el fill de Ji Huan, Ji Sunsi i esdevé governant de Lu.[9]
- El duc Ai de Qin envia tropes per rescatar Chu i derrota l'exèrcit de Wu.[9]
- El rei Zhou Jing aprofita que l'estat de Chu sigui envaït per Wu per envair Yingdu i hi envia assassins per matar Wang Zichao.[9]
- Un exèrcit de l'Estat de Qin acudeix a ajudar l'estat de Chu. Les tropes d'aquests dos estats derroten l'exercit de Wu.[10]
- El príncep de Wu, Fu-Gai es rebel·la mentre Wang He-lu estava a Chu. Però aquest últim retorna amb un exèrcit i derrota el primer, que fuig a l'estat de Chu.[11]
- A la sisena lluna del dia de Bing-shen, Ji Huan-tzu es converteix en cap del clan després de la mort del dignatari Lu Jisun I-zhu.[12]
- A la tardor, a Lu, Yang Hu captura Ji Huanzi però posteriorment li ofereix una aliança i l'allibera. Amb això aconsegueix el poder sobre el clan Ji.[13]
- A la novena lluna Zhao Wang torna a la seva capital Ying i concedeix terres a la zona de Fu-gai a Tansi, que funda el clan Tansi.[14]
- A l'hivern, el comandant Jin Shi Yan ataca les tribus Xian Yu.[15]
- Al mont Guiji, les tropes Wu destrueixen la ciutat de Yue. El governant Wu envia un ambaixador a Lu i li ordena que contacti amb Confuci perquè li expliqui què eren uns ossos enormes que hi troben.[16]
- Agents de Zhou Wang maten el príncep Zhao a l'Estat de Chu.[17]

## Naixements
- Zengzi (o Zeng Shen), filòsof de l'Antiga Xina deixeble de Confuci. Néix a South Wu, a l'estat de Lu. És fill de Zeng Dian, deixeble de Confuci. Zengzi és considerat com un dels 4 savis del confucionisme.[18][19]

## Necrològiques
- El príncep Vidjaya, primer governant de l'illa de Ceilan.[20]
- El príncep Dynaasty, fill gran del rei Zhou Jing.
- El duc Ping de Yan, governant de. regne de Yan. El succeeix Jian-gong.[21]
- Jisun I-zhu, governant de Lu.[12]